# Adenanthos acanthophyllus
Adenanthos acanthophyllus es una planta de la familia Proteaceae, nativa del oeste de Australia. Fue descrito por Alex George en 1974.
Es un arbusto robusto de unos 2-3 m de altura, pero puede llegar a los 5 m. Las hojas son alternas,de 15-30 mm de largo, peludas.